# GLORIA
Albums de Okean Elzy
Tviy format
(2003) 1221
(2006)
GLORIA est le cinquième album studio du groupe ukrainien Okean Elzy, publié en 2005 par le label Lavina Music. Le disque a eu plus de 105 000 copies.
GLORIA est le premier album par Okean Elzy dans la "nouvelle" formation: Sviatoslav Vakartchouk, Denis Glinine (de l'ancienne formation d'Okean Elzy il ne reste qu'eux deux), Miloch Yélitch, Denis Dudko, Petro Tchernyavski.

## Musiciens

### Okean Elzy
1. Sviatoslav Vakartchouk (chant, piano)
2. Petro Tchernyavski (guitare, chœurs)
3. Denis Dudko (basse, chœurs)
4. Miloch Yélitch (piano, organ, synthétiseur, piano électrique, chœurs)
5. Denis Glinine (batterie, chœurs)

### Musiciens invités
- Olga Néka, Lidiya Toutouola (chœurs)
- Miloch Pounychytch Pouné (accordéon)
- Kyrylo Charapov, Taras Yaropoud, Andri Tchop, Yuri Pogoretski (quatuor à cordes «Koleguium»
- Oleksandr Beregovski (percussion)
- Sergiy Kamenyev (Guitar Scratch)
- Oleksandr Prychyba, Artem Leysman, Ivan Bondaryov, Oleksandr Kutyev (groupe de cuivre)
- Chœur Dryevo
- Vitali Télésine (célesta, tubular bell)
- Orchestre Philharmonique de Kiev

## Pistes
1. Перша Пісня (Persha Pisnya; La première chanson) 3:45
2. Ти і я (Ty i ya; Toi et moi) 3:29
3. Вище неба (Vyshche neba; Plus haut que le ciel) 3:59
4. Сонце сідає (Sonce sidaye; Le soleil se couche) 3:10
5. Ніколи (Nikoly; Jamais) 3:19
6. Тінь твого тіла (L'ombre de ton corps) 3:15
7. Без бою (Bez boyu; Sans lutter) 4:19
8. GLORIA 3:26
9. Відчуваю (Vidchuvayu; Je sens) 4:16
10. Ікони не плачуть (Ikony ne plachut'; Les icônes ne pleurent pas) 4:12
11. Як останній день (Yak ostanniy den'; Comme le dernier jour) 2:54
12. Не питай (Ne pytay; Ne demande pas) 2:54